# Шило, Николай Алексеевич
Никола́й Алексе́евич Ши́ло (25 марта [7 апреля] 1913, Пятигорск, Терская область — 8 июня 2008, Москва) — российский и советский учёный-геолог, возглавлял Северо-Восточный комплексный научно-исследовательский институт Дальневосточного научного центра АН СССР, академик АН СССР и РАН. Герой Социалистического Труда. Лауреат Государственной премии СССР. Один из крупнейших исследователей геологии россыпей.

## Биография
Родился 25 марта (7 апреля) 1913 года городе Пятигорск.
В 1932 году окончил рабочий факультет Грозненского нефтяного института. С 1937 года, после окончания геологоразведочного факультета Ленинградского горного института, работал в различных геологических организациях на Северо-Востоке России. Полгода работал в газете «Советская Колыма» собственным корреспондентом по Северному горнопромышленному управлению: 9 февраля 1938 года была опубликована его первая корреспонденция.
С марта 1950 года работал директором ВНИИ-1, сменив на этом посту С. П. Александрова.
В 1960 году Н. А. Шило стал директором Северо-Восточного комплексного научно-исследовательского института Дальневосточного научного центра АН СССР (Магадан).
26 июня 1964 года был избран членом-корреспондентом, а 24 ноября 1970 года — действительным членом (академиком) АН СССР.
В 1978 году Шило стал председателем президиума Дальневосточного научного центра АН СССР и переехал во Владивосток. Он руководил Дальневосточным научным центром в течение семи лет.
Был народным депутатом РСФСР, делегатом XXV съезда КПСС.
Последние годы жизни посвятил написанию мемуаров «Записки геолога», описывающих в том числе становление науки на Дальнем востоке России, Колыме, историю открытий золотых месторождений. Книга была признана Академией наук лучшей книгой 2008 года в области популяризации науки.
В последние годы жизни был советником РАН, сотрудничал в Институте геологии рудных месторождений, петрографии, минералогии и геохимии РАН, жил и работал в Москве.
Скончался 8 июня 2008 года, на 96-м году жизни. Похоронен на Троекуровском кладбище в Москве.

## Награды

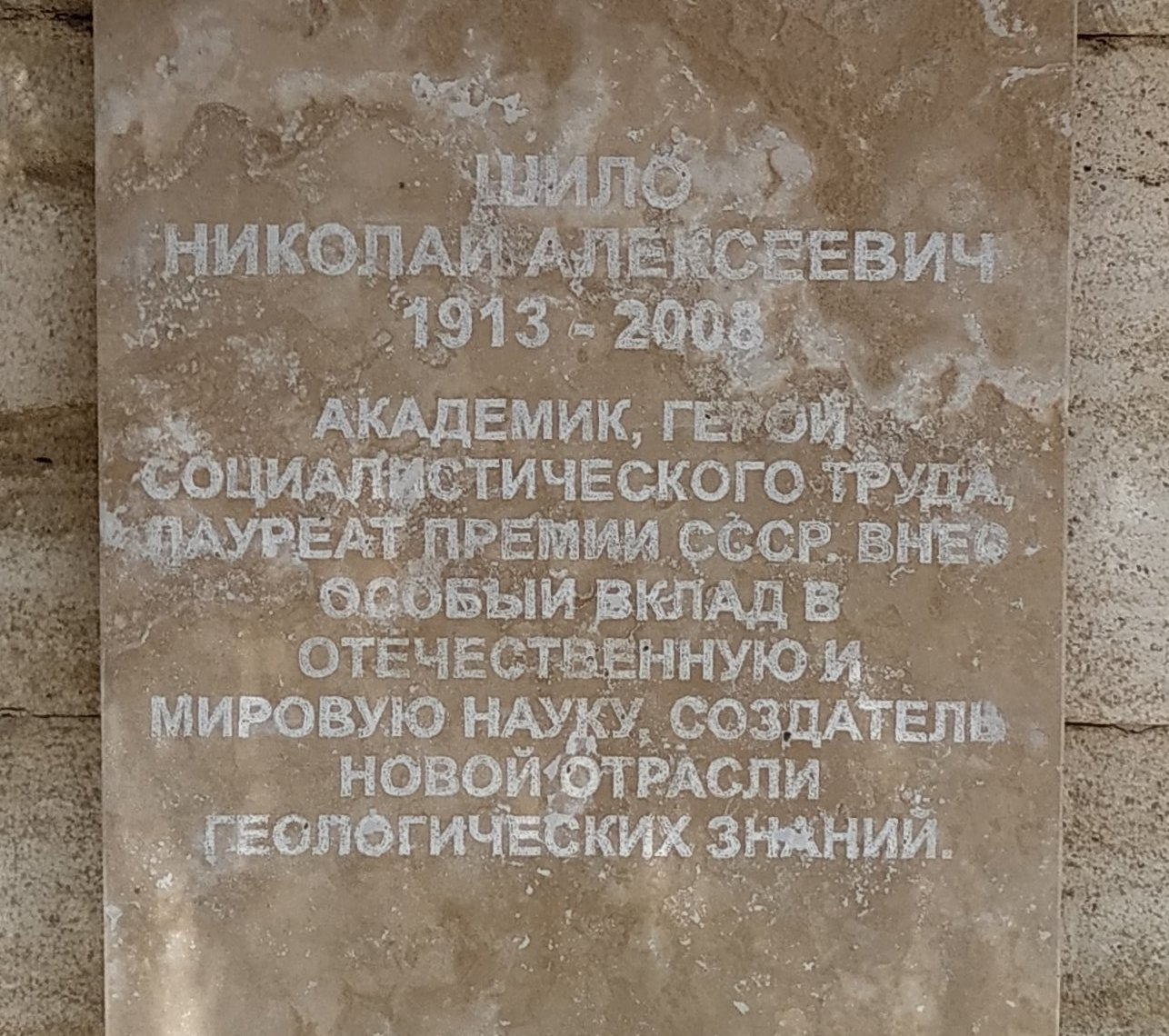
Мемориальная доска почётного гражданина Пятигорска

- 1971 — Указом Президиума Верховного Совета СССР от 20 июля 1971 года награждён орденом орденом Трудового Красного Знамени
- 1973 — Указом Президиума Верховного Совета СССР от 6 апреля 1973 года присвоено звание Героя Социалистического Труда с вручением ордена Ленина и золотой медали «Серп и Молот».
- 1975 — Указом Президиума Верховного Совета СССР от октября 1975 года награждён орденом Ленина в связи с 250-летием Академии наук.
- Награждён орденами Ленина, орденом Октябрьской Революции, орденом Трудового Красного Знамени, орденом «Знак Почёта», медалями.
- 1985 — Лауреат Государственной премии СССР и премии имени В. А. Обручева[6].
- 1999 — Благодарность Президента Российской Федерации (27 декабря 1999 года) — за большой вклад в развитие отечественной науки, многолетний добросовестный труд[7].
- Почётный гражданин Магадана и Пятигорска.

## Членство в организациях
- Член КПСС.

## Память
- Северо-Восточный комплексный научно-исследовательский институт (СВКНИИ) им. Н. А. Шило. В июне 2009 года в Магадане, на здании СВКНИИ ДВО РАН, установлена мемориальная доска.
- г. Пятигорск — названа улица. Улица Академика Н. А. Шило
- г. Магадан — институт СВКНИИ ДВО РАН им. Н. А. Шило. Уникальный институт известен развитием золотодобывающей промышленности Северо-Восточного региона России.

### Книги
- Геологическое строение и коренные источники Яно-Колымского пояса россыпной золотоносности / Н. А. Шило. — Магадан : [б. и.], 1960. — 108 с., 2 л. схем. : ил.; 26 см. — (Труды ВНИИ-1. Геология/ РСФСР. Магаданский совет нар. хозяйства. Всесоюз. науч.-исслед. ин-т золота и редких металлов; Вып. 63).
- Металлогения ртути северного сегмента Тихоокеанского рудного пояса / Н. А. Шило, П. В. Бабкин, В. И. Копытин. — Москва : Наука, 1978. — 236 с. : ил.; 26 см.
- Основы учения о россыпях / Н. А. Шило. — М. : Наука, 1981. — 383 с.
- Петрофизика поверхностных и глубинных образований северо-востока Азии / Ю. Я. Ващилов, Т. П. Зимникова, Н. А. Шило. — М. : Наука, 1982. — 163 с. : ил., карт., 2 отд. л. ил.; 21 см.
- Киргиляхский мамонт : Палеогеогр. аспект / Н. А. Шило, А. В. Ложкин, Э. Э. Титов, Ю. В. Шумилов. — М. : Наука, 1983. — 214 с. : ил., 1 л. схем.; 21 см.
- Условия формирования золотого оруденения в структурах Северо-Востока СССР / Н. А. Шило, В. И. Гончаров, А. В. Альшевский, В. В. Ворцепнев; Отв. ред. Р. Б. Умитбаев; АН СССР, Дальневост. отд-ние, Сев.-Вост. комплекс. НИИ. — М. : Наука, 1988. — 179,[2] с., [4] л. ил. : ил.; 25 см; ISBN 5-02-005984-6
- Золото-серебряное оруденение вулканогенных поясов Тихоокеанского обрамления / Н. А. Шило; РАН. Дальневост. отд-ние. Сев.-вост. науч. центр. — Магадан : СВНЦ ДВО РАН, 1999. — 70 с. : ил.; 21 см.
- Четыре космопланетарных проблемы: от Солнечной системы до Каспия / Н. А. Шило. — (2-е изд.). — Москва : Фонд «Новое тысячелетие», 2000. — 167, [1] с. : ил., карты, табл.; 21 см. — (Размышления, поиски, находки / Междунар. акад. наук экологии, безопасности человека и природы).; ISBN 5-86947-046-3

### Воспоминания, научно-популярные издания
- Тропы геолога : Воспоминания и размышления / Н. А. Шило; РАН. Дальневост. отд-ние. — Владивосток : Дальнаука, 1999. — 178 с. : ил., портр., факс.; 20 см. — (Наука в лицах).; ISBN 5-7442-1089-X
- Записки геолога / Н. А. Шило; Российская акад. наук, Дальневосточное отд-ние, Сев.-Вост. науч. центр, Сев.-Вост. комплексный науч.-исслед. ин-т. — Москва ; Магадан : СВНЦ ДВО РАН, 2007. — 30 см.
  - Т. 1: Формирование дальневосточной науки. — 2007. — 427 с. : ил., портр., табл.; ISBN 978-5-94723-097-4
  - Т. 2: Моя научная деятельность расширяется. — 2007. — 512 с. : ил., портр., факс.; ISBN 978-5-94723-097-4